# Waschhaus (Burie)

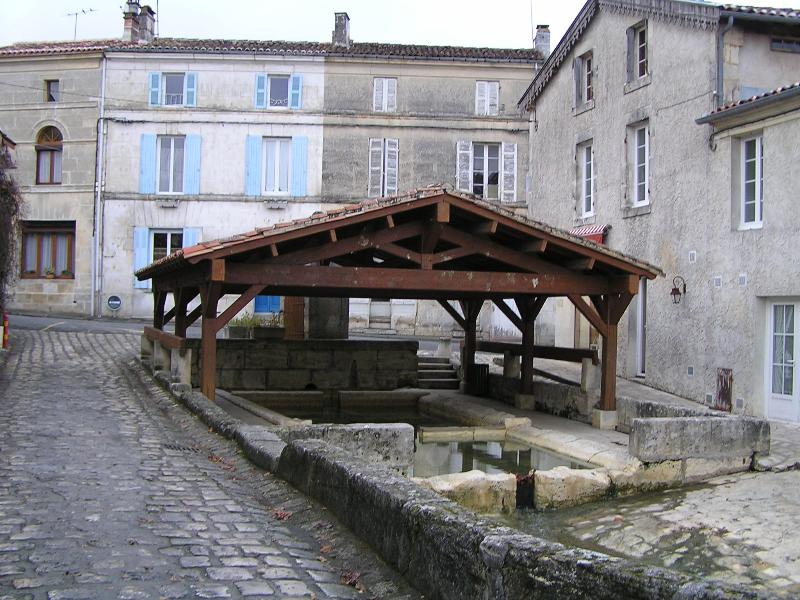
Waschhaus in Burie

Das Waschhaus (französisch lavoir) in Burie, einer französischen Gemeinde im Département Charente-Maritime in der Region Nouvelle-Aquitaine, wurde ursprünglich im Mittelalter errichtet und im Laufe der Zeit mehrmals erneuert.
Das öffentliche Waschhaus mit einem Satteldach steht an der Avenue de la République. Es ist an allen Seiten offen und wird von einer Quelle mit Wasser versorgt.